# Charles Haughey
Charles James Haughey, irl. Cathal Ó hEochaidh (ur. 16 września 1925 w Castlebar, zm. 13 czerwca 2006 w Dublinie) – irlandzki polityk, wieloletni deputowany, działacz Fianna Fáil i jej lider w latach 1979–1992, minister, trzykrotny premier Irlandii (1979–1981, 1982, 1987–1992).

## Życiorys
Urodził się jako syn wojskowego. Uczył się w szkole prowadzonej przez Irish Christian Brothers. Ukończył studia handlowe na University College Dublin. Kształcił się też w King’s Inns, nie podjął jednak praktyki prawniczej. Zaczął prowadzić własną działalność gospodarczą w tym na rynku nieruchomości.
Dołączył do ugrupowania Fianna Fáil. W 1957 za czwartym podejściem po raz pierwszy uzyskał mandat posła do Dáil Éireann z okręgu Dublin North East. W dziesięciu kolejnych wyborach (1961, 1965, 1969, 1973, 1977, 1981, lutym 1982, listopadzie 1982, 1987, 1989) z powodzeniem ubiegał się o reelekcję, zasiadając w niższej izbie irlandzkiego parlamentu przez 35 lat do 1992.
Stopniowo awansował w swoim ugrupowaniu. W trakcie pierwszej kadencji zajmował stanowisko parlamentarnego sekretarza przy ministrze sprawiedliwości. W październiku 1961 został ministrem sprawiedliwości w gabinecie swojego teścia Seána Lemassa. W październiku 1964 przeszedł na urząd ministra rolnictwa, urząd ten sprawował do listopada 1966. W 1966 odpowiadał za kampanię prezydencką Éamona de Valery. Został następnie ministrem finansów w gabinecie Jacka Lyncha. Pełnił tę funkcję do czasu swojej dymisji w maju 1970. Został odwołany przez premiera (podobnie jak minister Neil Blaney). Obaj politycy byli w tym czasie objęci postępowaniem dotyczącym sponsorowania z funduszy państwowych przemytu nielegalnej broni dla IRA w Irlandii Północnej.
Afera nie przeszkodziła politykowi w kontynuowaniu kariery. Gdy jego partia powróciła do władzy, w lipcu 1977 objął urząd ministra zdrowia, który sprawował do grudnia 1979. W tym samym miesiącu został nowym liderem Fianna Fáil, którą kierował do czasu swojej rezygnacji w lutym 1992. Trzykrotnie w międzyczasie sprawował urząd premiera – od grudnia 1979 do czerwca 1981, od marca do grudnia 1982 i od lipca 1989 do lutego 1992. Był również ministrem edukacji (w październiku 1982) i ministrem do spraw Gaeltachtu (od lipca 1989 do lutego 1992). W 1981 i 1982 odchodził z rządu w związku z przejęciem władzy przez Garreta FitzGeralda z Fine Gael. W 1992 zrezygnował z funkcji premiera i przywódcy partii, gdy pojawiły się zarzuty, że miał związek z nielegalnym nagraniem dwóch dziennikarzy w 1982.
Charles Haughey był znany ze swojego wystawnego i ekstrawaganckiego stylu życia, co budziło kontrowersje. W 1997 został objęty postępowaniem, które ujawniło, że w czasie pełnienia funkcji premiera otrzymywał znaczne sumy pieniędzy od jednego z przedsiębiorców. Powołany przez parlament specjalny trybunał ujawnił inne nieprawidłowości finansowe. Polityk ostatecznie zgodził się na uiszczenie 6 milionów euro tytułem zaległych podatków i tytułem kary.

## Życie prywatne
Był żonaty z Maureen Haughey, córką polityka Seána Lemassa. Mieli czwórkę dzieci: córkę Eimear oraz synów Conora, Ciarána i Seána.